# Ommelanden

Drapeau des Ommelanden

Les Ommelanden sont une partie de la province de Groningue aux Pays-Bas. Les Ommelanden étaient nommés ainsi par opposition à de Stad, la Ville, le surnom de la ville de Groningue. Ainsi, on avait la Ville, et les pays autour (de la ville), les Ommelanden.

## Histoire
Les différentes régions rurales (Hunsingo, Westerkwartier, Fivelingo) s'opposaient constamment à l'hégémonie politique locale de la ville de Groningue au XVIe siècle. Soutenus par les autres provinces néerlandaises, les jonkers des Ommelanden s'associèrent à l'Union d'Utrecht et à l'Abjuration de la Haye. Lorsque Groningue fut reprise aux Espagnols en 1594, les Ommelanden furent jumelés à la ville de Groningue et aux régions de Gorecht et d'Oldambt qui lui étaient sujettes. L'ensemble ne forma dès lors qu'une seule et même province : les États de la Cité et des Ommelanden, titre officiel que portait alors la province de Groningue. Pour ne pas braquer les Ommelanden, les États généraux des Provinces-Unies donnèrent un poids égal au bloc formé des trois Ommelanden et à celui formé par la ville et ses deux dépendances même si ces derniers avaient préséance dans le protocole de votation. Le stadhouder de la province se vit ainsi octroyer un troisième vote décisif à ce chapitre si jamais il y avait impasse entre les Ommelanden et Groningue.